# Хета (Хобський муніципалітет)
Хета (груз. ხეთა) — село в Грузії.
За даними перепису населення 2014 року в селі проживає 364 особи.